# 7861 Messenger
7861 Messenger eller 1981 EK25 är en asteroid i huvudbältet som upptäcktes den 2 mars 1981 av den amerikanska astronomen Schelte J. Bus vid Siding Spring-observatoriet. Den är uppkallad efter Scott R. Messenger.
Asteroiden har en diameter på ungefär 3 kilometer och den tillhör asteroidgruppen Nysa.